# 바스도르프역
바스도르프역(독일어: Bahnhof Basdorf)은 독일 브란덴부르크주 바르님군 바스도르프에 있는 하이데크라우트선의 철도역이다. 북쪽으로 그로스 쇠네베크와 리벤발데 방면의 지선이 분기한다. 하이데크라우트선의 철도 영업에서 거점역 지위를 차지하고 있다.

## 역사

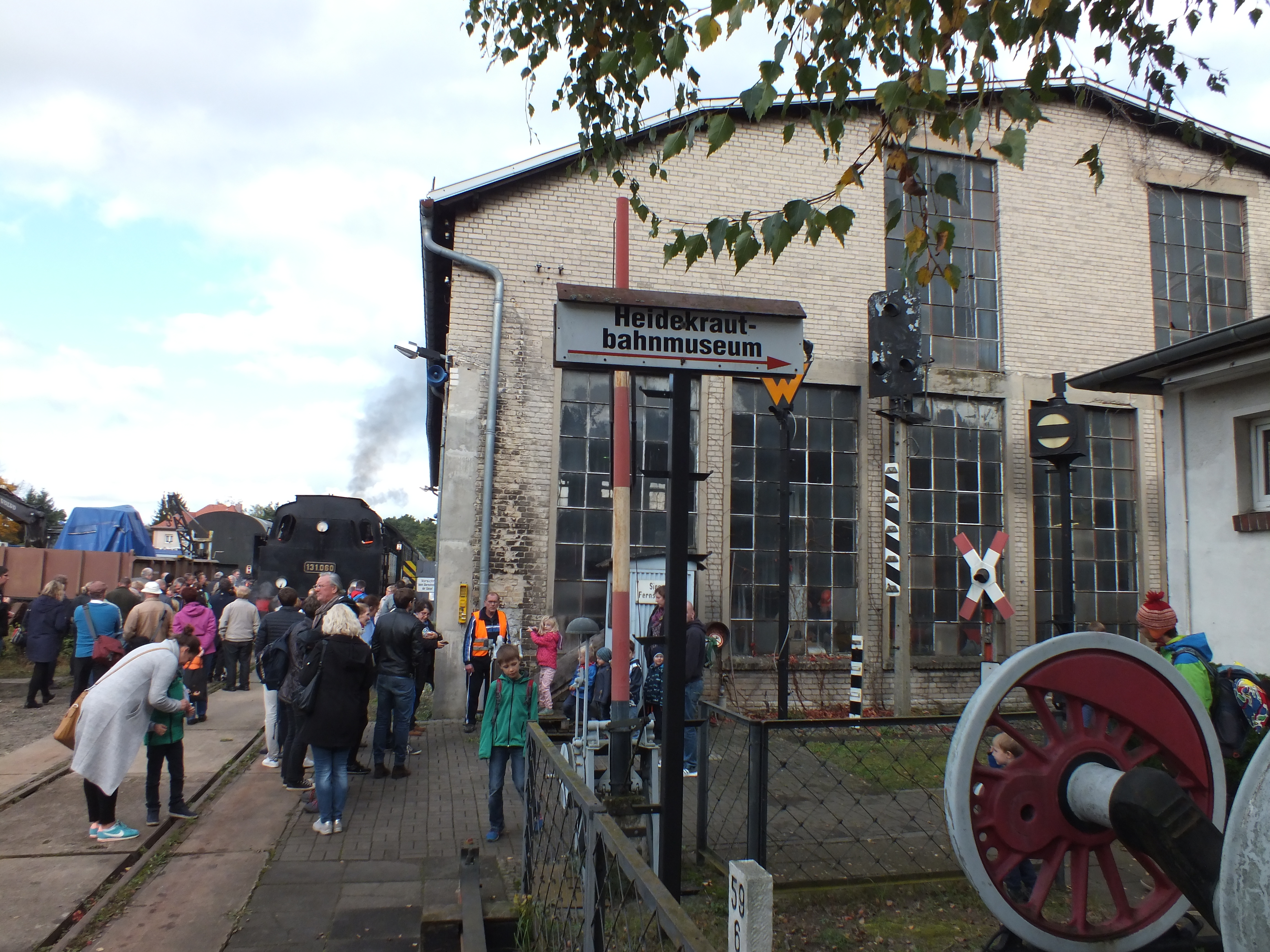
2000년에 박물관으로 전환된 구 차량기지

바스도르프역은 1901년에 임시역사로 개업했고, 1905년에 역사 건물이 완공되어 정식 영업을 시작했다. 니더바르님 철도의 거점역으로 개발되어 철도 기지와 증기 기관차용 급수 시설이 들어섰다. 바스도르프역에서는 리벤발데 방면과 그로스 쇠네베크 방면 노선이 분기한다. 역 근처에는 니더바르님 철도 고용자를 위한 2층 사택이 건설되어 있으며, 1990년대에 보수 공사를 거쳐서 현재에도 같은 목적으로 사용하고 있다.
카로-피히텐그룬트선 건설 당시에도 바스도르프역의 철도 시설은 크게 변경되지 않았다. 1990년 이후에는 철도 기지의 규모가 축소되었고, 일부 선로가 철거되어서 1995년에 새로운 전차대가 건설되었다. 2000년 이후에 개보수공사를 거쳤고, Berliner Eisenfreunde 협회에서는 과거 기지의 일부에 하이데크라우트선 박물관을 개업했다. 바스도르프역의 행선 안내판, 승강장에 설치되어 있었던 벤치, 수동식 신호소, 기타 과거의 철도 기술에 대한 물건이 전시되어 있다.

## 시설
1901년에 니더바르님 철도의 거점역으로 개업했으며, 철도 시설로는 기관차고, 수리 시설, 열쇠공, 목공, 석탄 창고, 석탄 크레인, 급수탑, 인상선이 설치되어 있다. 이들 시설은 대합실에서 지하 터널로 연결되었다. 하이데크라우트선의 각각 지선은 별도의 열차로 운영되어 이 역에서 내려서 환승하거나, 열차를 도중에 분리하여 각각 방면으로 진행하기도 했다. 환승하는 경우에는 바로 맞은편에 있는 열차를 이용하거나 터널을 통해서 다른 승강장으로 이동해야 했다.
대합실과 승강장은 건설 당시에는 터널로 연결되었다. 대합실 건물 바로 앞에는 화물 승강장 및 수하물 취급소가 설치되어 있다. 동독의 붕괴 이후에는 도서관이 설치되었다.
독일국영철도에서는 수동식 신호소를 설치했으며, 1990년대 말까지 계속 사용되었다. 1998년에는 하이데크라우트선 전체 노선과 바스도르프역을 포함한 모든 철도역이 니더바르님 철도에 반환되었다. 반환 이후에도 DB 레기오에서 여객 영업을 계속했다가 2005년부터 NEBB에서 담당하고 있다. 섬식 승강장이 설치되어 있다. 역 개보수공사 이후 초기에 건설된 터널은 폐쇄되었고, 승강장에서 대합실 및 역 외부로는 경사로가 설치되었다. 2010년대 이후에는 봄바디어 탈렌트 3량 편성 여객 열차만 운행하고 있다.

## 참고 문헌
- Jürgen Opravil: Die Heidekrautbahn. Geschichte der Reinickendorf–Liebenwalde–Groß Schönebecker Eisenbahn, später Niederbarnimer Eisenbahn. Chronik Pankow, 1993, S. 119–121.